# Pseudolasius mayri
Pseudolasius mayri är en myrart som beskrevs av Carlo Emery 1911. Pseudolasius mayri ingår i släktet Pseudolasius och familjen myror.

## Underarter
Arten delas in i följande underarter:
- P. m. adolphi
- P. m. bedoti
- P. m. duplicatus
- P. m. elisae
- P. m. mayri
- P. m. sarawakanus
- P. m. sericeus